# Огненные колесницы
«Огненные колесницы» (англ. Chariots of Fire) — британская спортивная историческая драма, снятая Хью Хадсоном в 1981 году. В название вынесена цитата из Четвёртой книги Царств Библии (4 Цар 2:11 и 6:17).
Картина завоевала две премии Каннского кинофестиваля (1981), четыре премии «Оскар», в том числе в категории «Лучший фильм» (1982), три премии BAFTA (1982) и множество других наград, однако запомнилась в первую очередь инструментальной темой греческого композитора Вангелиса, которая обошла первые строчки хит-парадов всего мира, включая американский.

## Сюжет
Сюжет основан на реальной истории двух британских атлетов, участвовавших в летних Олимпийских играх 1924 года в Париже — Гарольда Абрахамса и Эрика Лидделла (по прозвищу «Летучий шотландец»).
В 1919 году еврей по происхождению Гарольд Абрахамс поступает в Кембриджский университет, где сталкивается с антисемитскими настроениями и классовыми предрассудками студентов и преподавателей, но участвует во встречах клуба Гилберта и Салливана. Ему удаётся пробежать дистанцию вокруг двора колледжа длиной в 188 шагов за время, пока часы на башне отбивают 12, а вскоре Абрахамс начинает побеждать в различных национальных соревнованиях. Вскоре он влюбляется в оперную певицу из клуба Гилберта и Салливана по имени Сибил. Тем временем миссионер Эрик Лидделл, родившийся в Китае в семье шотландского миссионера, собирается также участвовать в соревнованиях по бегу в Шотландии. Его отговаривает сестра Дженни, однако Лидделл считает, что этим он может прославить Господа, прежде чем сможет отправиться в Китай в составе миссии.
В первом же забеге друг против друга Лидделл побеждает Абрахамса. Гарольд расстроен, однако профессиональный тренер Сэм Муссабини предлагает спортсмену свою помощь, чтобы улучшить его результаты. Преподаватели Кембриджа возмущены подобной инициативой: они считают, что для бегуна-любителя работа с профессиональным тренером — нечестный и неджентльменский поступок, однако Гарольд игнорирует их доводы. У Лидделла же возникают другие проблемы: он пропускает церковную службу из-за тренировок, чем очень недовольна сестра Дженни, считающая, что Эрик уже не думает о Господе. В ответ Эрик объясняет, что хотя и собирается вернуться в Китай, он чувствует божественное присутствие во время бега. С его слов, занятия спортом и служение Господу не противоречат друг другу.
После упорных тренировок и Гарольд, и Эрик попадают в состав сборной Великобритании для участия в Олимпийских играх 1924 года в Париже. В составе также оказываются друзья Абрахамса по колледжу — лорд Эндрю Линдсей, Обри Монтагю и Генри Сталлард. Пока они отправляются в Париж, Лидделл узнаёт, что квалификация на дистанции 100 метров будет в воскресенье, и отказывается бежать в воскресенье, мотивируя это строгими христианскими убеждениями. Переубедить Лидделла не смогли ни принц Уэльский, ни Олимпийский комитет Великобритании.
Линдсей выигрывает серебряную медаль в беге на 400 м с барьерами, после чего предлагает Лидделлу выступить на дистанции в 400 м в четверг, и тот сразу же соглашается. О легкоатлете — ревностном христианине начинают писать все мировые газеты. В шотландской церкви Парижа Лидделл присутствует на воскресной службе и произносит проповедь, опираясь на фразу из Книги пророка Исайи (глава 40, стих 31): «А надеющиеся на Господа обновятся в силе: поднимут крылья, как орлы, потекут — и не устанут, пойдут — и не утомятся». Тем временем в забеге на 200 метров Абрахамс проигрывает без шансов бегунам из США и понимает, что у него остаётся всего один шанс на победу — 100 метров, от которых отказался Лидделл.
Перед выступлением Лидделла американский тренер всячески намекает своим подопечным на то, что Лидделлу нечего делать на дистанции 400 метров. И только один американский бегун Джексон Шольц передаёт записку Лидделлу, в которой поддерживает его убеждения. И Лидделл, и Абрахамс побеждают на своих дистанциях: Абрахамс же воссоединяется со своей любовью Сибил, с которой расстался ради участия в соревнованиях по бегу. Британская команда возвращается на родину героями.
В конце фильма сообщается, что Гарольд Абрахамс женился на Сибил, со временем он стал одним из руководителей в британской лёгкой атлетике, а Эрик Лидделл отправился на миссионерскую деятельность в Китай и в 1945 году умер в японском плену, о чём скорбела вся Шотландия.

## В ролях
- Бен Кросс — Гарольд Абрахамс
- Иэн Чарлсон — Эрик Лидделл
- Найджел Хэверс — лорд Эндрю Линдсей (персонаж основан на личности лорда Дэвида Бёргли, который не позволил использовать в фильме своё имя)
- Шерил Кэмпбелл — Дженни Лиддел
- Николас Фаррелл — Обри Монтагю
- Элис Криге — Сибил Гордон, жена Абрахамса (настоящее имя жены атлета Абрахамса было Сибил Иверс);
- Линдсей Андерсон
- Деннис Кристофер — американский спринтер Чарли Паддок
- Найджел Дэвенпорт — лорд Биркенхед
- Брэд Дэвис — американский спринтер Джексон Шольц
- Питер Иган — герцог Сазерленд
- Джон Гилгуд
- Иэн Холм — Сэм Муссабини, тренер Абрахамса
- Патрик Мэги — лорд Кадоган

## Награды

### Награды американской киноакадемии
В 1982 году фильм получил 7 номинаций на «Оскар» и победил в четырёх из них:
- Лучший фильм года, продюсер Дэвид Путтнэм — победа;
- Лучший оригинальный саундтрек — Вангелис — победа;
- Лучший оригинальный сценарий — Колин Уэлланд — победа;
- Лучший дизайн костюмов — Милена Канонеро — победа;
- Лучшая мужская роль второго плана — Иэн Холм — номинация;
- Лучшая режиссура — Хью Хадсон — номинация;
- Лучший монтаж — Терри Роулингс — номинация.

### Золотой глобус
- Лучший фильм на иностранном языке

### Каннский кинофестиваль
- Лучший актёр второго плана — Иэн Холм — победа;
- Приз экуменического жюри — Хью Хадсон — победа;
- Золотая пальмовая ветвь — Хью Хадсон — номинация.